# Qaqqaq Johnson
De Qaqqaq Johnson (ook wel: Cone) is met een hoogte van 3669 meter de op twee na hoogste berg van Groenland. De berg ligt in het Watkins gebergte tussen Ittoqqortoormiit en Tasiilaq, nabij de Gunnbjørn Fjeld. 